# Arthur-Stanislas Diet
Arthur-Stanislas Diet, né à Saint-Denis-Hors (Indre-et-Loire) le  5 avril 1827 et décédé à Paris (6e) le  17 janvier 1890, est un architecte français.
Il est le père du compositeur Edmond Diet (1854-1924).

## Biographie
Fils d'un commissionnaire en vins, il entre à l'École nationale des beaux-arts en 1846, et fréquente l'atelier de Félix Duban. Trois fois logiste, il remporte le premier grand prix de Rome en 1853 pour un projet de musée pour une capitale. Cependant, il se marie dans l'année avec la fille du prix de Rome Émile Jacques Gilbert, ce qui lui interdit tout droit de devenir pensionnaire de l'Académie de France à Rome. Il est par la suite nommé architecte du gouvernement et chargé des travaux de plusieurs bâtiments officiels parisiens.
Mort à l'âge de 62 ans,, il est inhumé au cimetière Montmartre où son tombeau est toujours visible (3ème division).

## Principales constructions
- 1862-1866 : aménagements, à la suite d'Henri Parent, du Musée de Picardie à Amiens[10].
- 1866-1878 : reconstruction de l'Hôtel-Dieu de Paris.

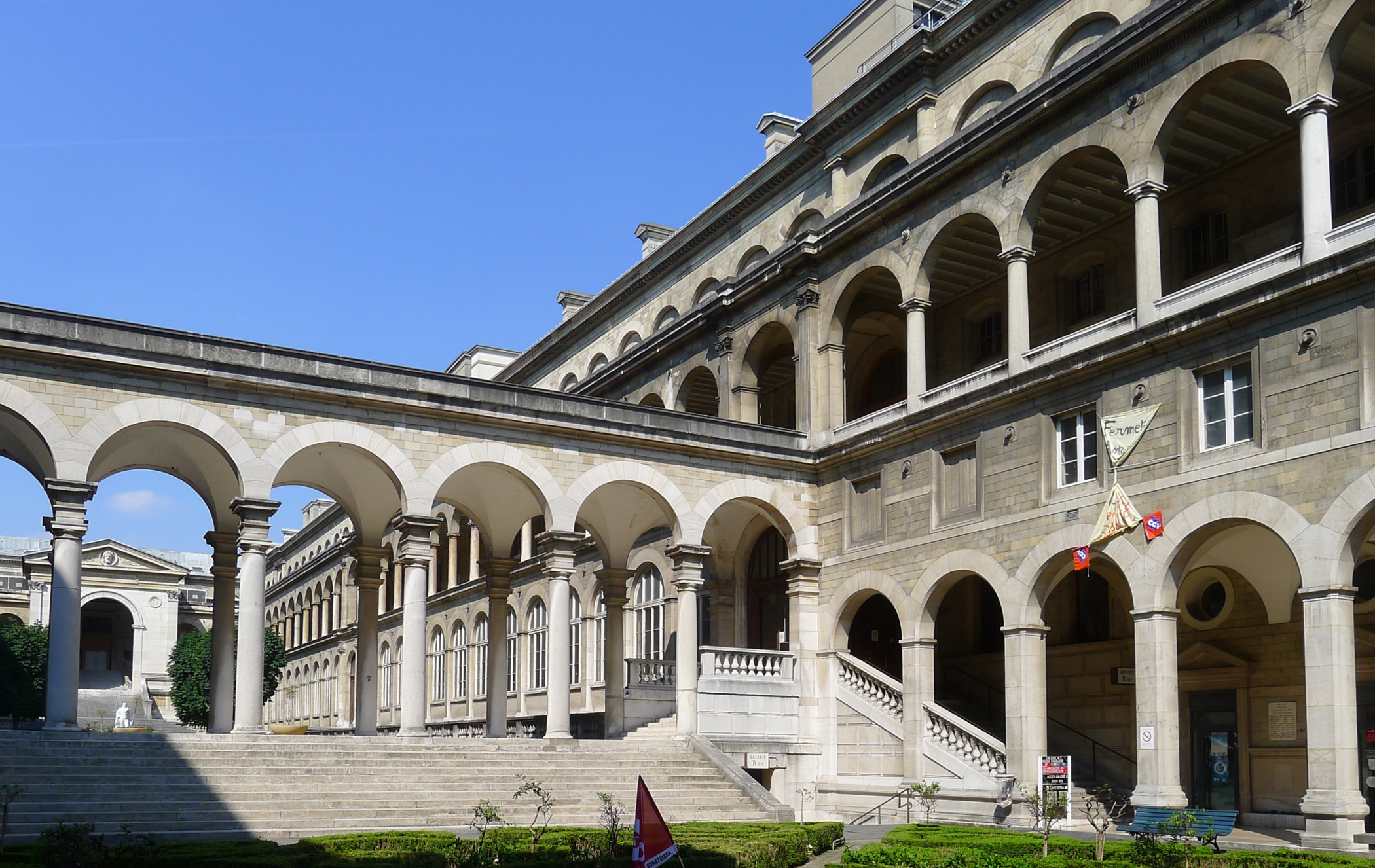
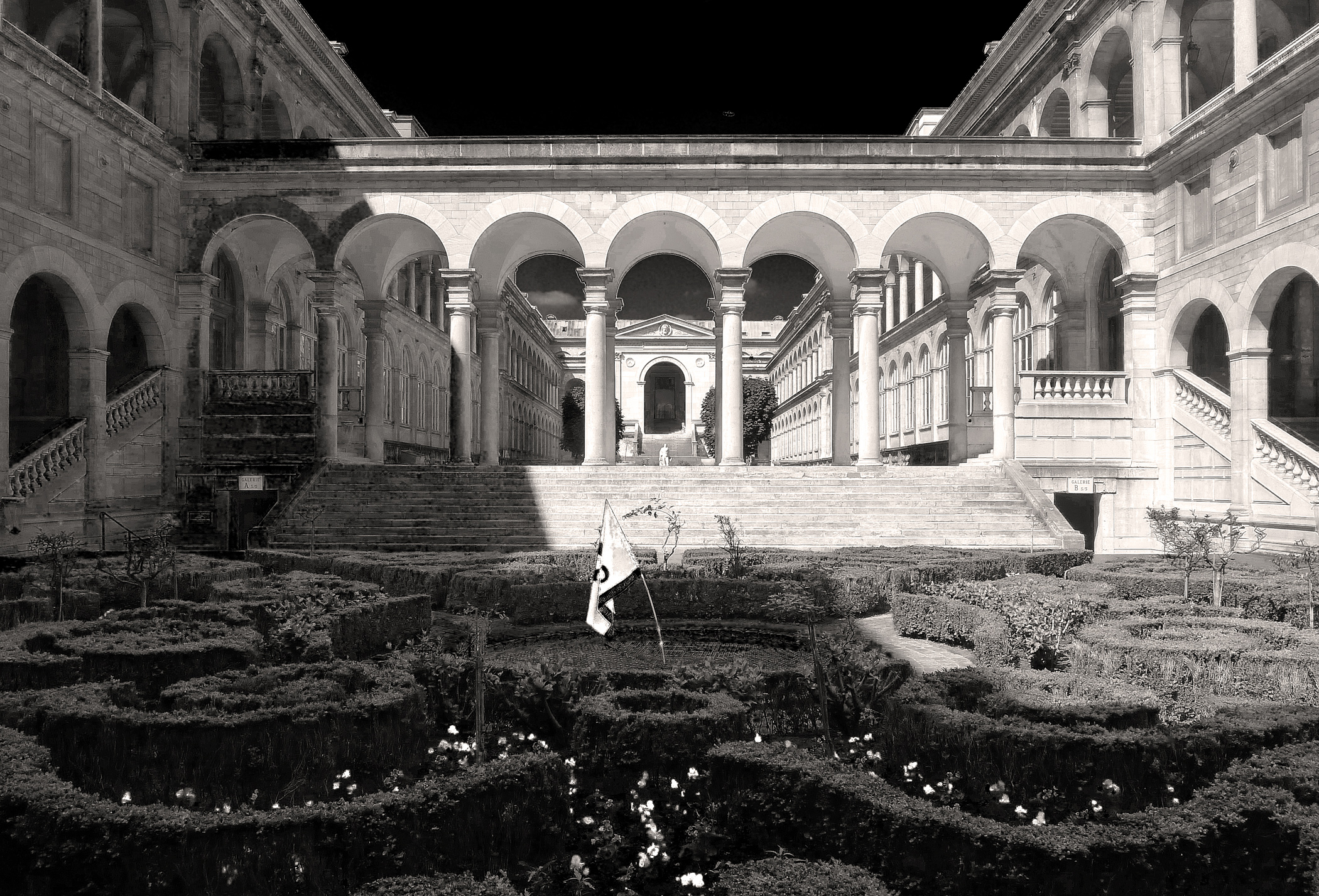
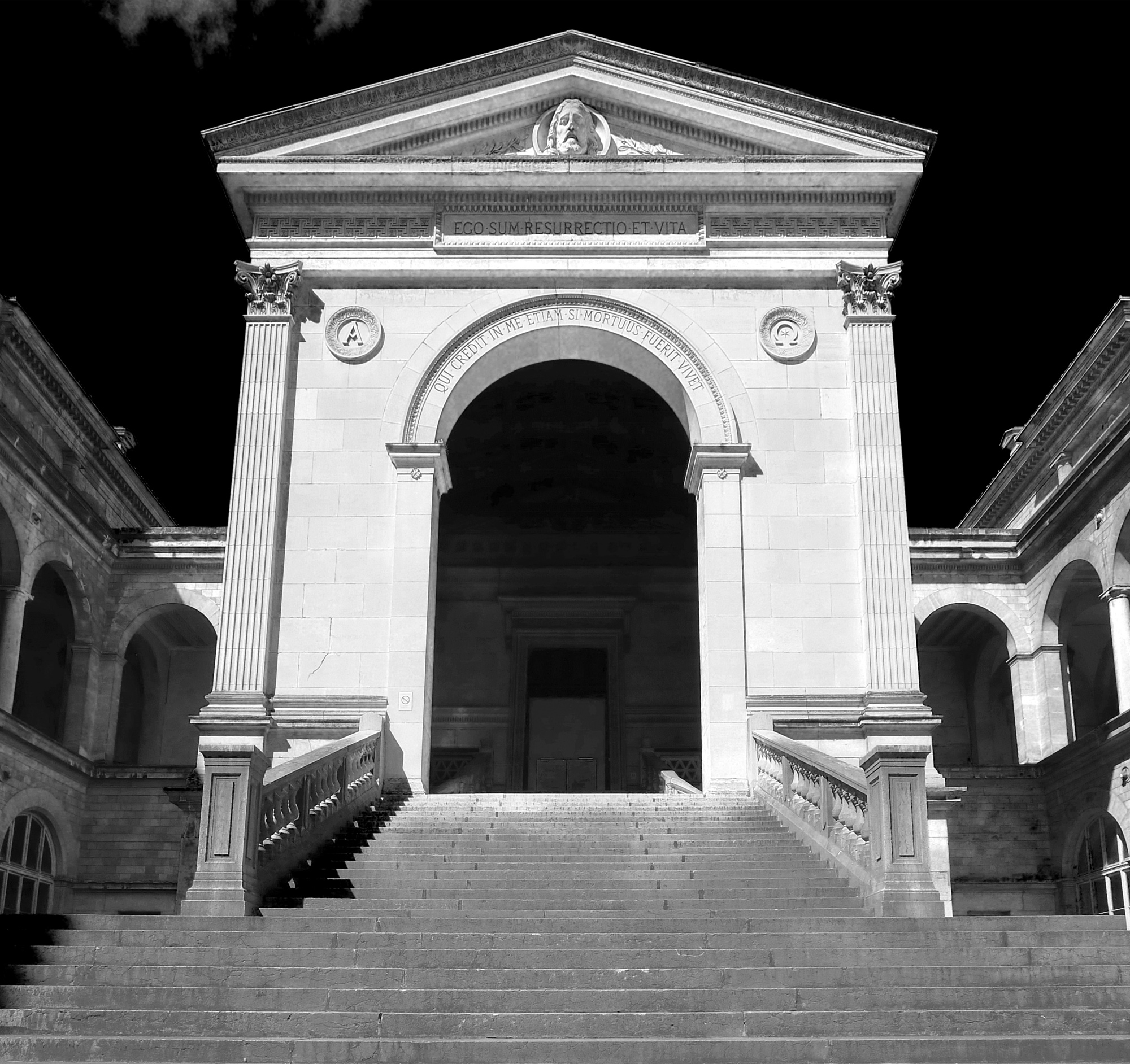

- 1867 et 1887 : construction de plusieurs bâtiments de l'École nationale vétérinaire de Maisons-Alfort : le manège (1872), le bâtiment d'anatomie (1879-1882), le bâtiment des maladies contagieuses, l'ancien lazaret (1882)[11].
- 1875-1880 : construction du bâtiment du 36, quai des Orfèvres (actuel siège du Direction régionale de la police judiciaire de Paris) en collaboration avec son beau-père.
- 1869-1886 : travaux d'agrandissement de l'hôpital psychiatrique Esquirol à Saint-Maurice (Val-de-Marne) en collaboration avec son beau-père (classé Monument historique)[12].
- 1881 (avant) : maison 3 rue Pierre Brossolette à Levallois-Perret[13].

## Dessins d'architecture
- Rendez-vous de chasse, graphite, encre brune, plume, encre de Chine, aquarelle, H. 42.5 ; L. 27.7 cm[14]. Paris, Beaux-Arts[15]. Concours d'émulation de l'ENSBA de 1849, esquisse coupe transversale.
- Volière dans un jardin d'hiver, graphite, encre noire, plume, encre de Chine, aquarelle, H. 38.5 ; L. 27.7 cm[16]. Paris, Beaux-Arts[17]. Concours d'émulation de 1ère classe de l'ENSBA de 1851.

## Distinctions
- Chevalier de la Légion d'Honneur (décret du 6 septembre 1867).
- Officier de la Légion d'Honneur (décret du ministre des Travaux publics du 19 juillet 1880)[18]. Parrain : Maurice Langlois de Neuville, directeur des Bâtiments civils et Palais nationaux au ministère de l'Instruction publique et des Beaux-arts.
- Officier d'Académie
- Officier de l'Instruction publique (arrêté du ministre de l'Instruction publique et des Beaux-Arts du 30 décembre 1886)[19]